# Спитакский район
Спитакский район — административно-территориальная единица в составе Армянской ССР и Армении, существовавшая в 1937—1995 годах. Центр — Спитак.

## История
Спитакский район был образован в 1937 году. 
В 1953 году район был упразднён, но во второй половине 1950-х восстановлен. Упразднён в 1995 году при переходе Армении на новое административно-территориальное деление.

## География
На 1 января 1948 года территория района составляла 549 км². 

## Административное деление
По состоянию на 1948 год район включал 19 сельсоветов: Амамлинский, Артагюхский, Гогаранский, Гюллиджинский, Джрашенский, Катнаджурский, Курсалинский, Лернаванский, Лусахпюрский, Мец-Парнинский, Налбандский, Саралский, Сараланджский, Сарамечский, Спитакский, Тапаилинский, Хикоянский, Цахкашенский, Чигдамалский.